# Peugeot 908 (Rennprototyp)
Der Peugeot 908 ist ein Sport-Prototyp des französischen Pkw-Herstellers Peugeot. Der Wagen wurde speziell für das 24-Stunden-Rennen von Le Mans sowie den Intercontinental Le Mans Cup (ILMC) entwickelt und gebaut.

## Geschichte
Der Sport-Prototyp wurde 2011 auf der Basis des Vorgängers Peugeot 908 HDi FAP entwickelt.
Im ersten Rennen des ILMC, dem 12-Stunden-Rennen von Sebring, erzielten die beiden eingesetzten Peugeot 908 Platz 3 und 8, den Sieg trug Team Oreca-Matmut mit dem Vorgängermodell 908 HDi FAP davon. Das zweite Rennen in Spa-Francorchamps schloss Peugeot mit einem Doppelsieg ab. Beim 24-Stunden-Rennen von Le Mans 2011 belegten die drei angetretenen Peugeot-Werksfahrzeuge die Plätze 2 bis 4 im Gesamtklassement. Der bestplatzierte Peugeot 908 hatte dabei nur 13 Sekunden Rückstand auf den siegreichen Audi R18. In den restlichen vier Läufen des ILMC in Imola, Silverstone, Road Atlanta und Zhuhai trug jeweils Peugeot den Sieg davon und sicherte sich damit auch den Hersteller-Cup und Mannschafts-Cup der LMP1-Klasse.

## Technik
Aufgrund der Reglementsänderungen 2011 wurde jedoch ein kleinerer Dieselmotor als im Vorgängermodell verbaut. Es handelt sich hierbei um einen V8-Motor mit 3,7 Litern Hubraum, der 405 kW (550 PS) liefert. Über der Motorabdeckung wurde, den Reglementsänderungen entsprechend, eine Finne hinzugefügt, die einen Überschlag des Fahrzeuges bei einem Unfall verhindern soll. Zudem wurde nun an der Vorderachse dieselbe Reifengröße wie an der Hinterachse verwendet, an beiden Achsen waren Magnesium-Felgen mit 14,5 Zoll Breite angebracht, die mit Michelin-Radialreifen der Größe 37/71-18 bereift waren. Weitere Modifikationen des Chassis sollten die Fahrbarkeit des Fahrzeugs verbessern.

## Ergebnisse
| Jahr | Veranstaltung | Nr. | Team                | Chassis | Fahrer 1           | Fahrer 2          | Fahrer 3         | Ergebnis |
| ---- | ------------- | --- | ------------------- | ------- | ------------------ | ----------------- | ---------------- | -------- |
| 2011 | Le Mans       | 7   | Team Peugeot Total  |         | Alexander Wurz     | Marc Gené         | Anthony Davidson | 4.       |
| 2011 | Le Mans       | 8   | Team Peugeot Total  |         | Nicolas Minassian  | Stéphane Sarrazin | Franck Montagny  | 3.       |
| 2011 | Le Mans       | 9   | Peugeot Sport Total |         | Sébastien Bourdais | Pedro Lamy        | Simon Pagenaud   | 2.       |